# Leptotarsus (Longurio) styx
Leptotarsus (Longurio) styx is een tweevleugelige uit de familie langpootmuggen (Tipulidae). De soort komt voor in het Neotropisch gebied.